# モルドバ共産党 (2011年)
モルドバ共産党とは、2011年に結党されたモルドバ共和国の共産党である。マルクス・レーニン主義を掲げる。党首はIgor Kucher。2013年1月現在は議会に議席を持っていない。

## 概要
モルドバには有力政党としてモルドバ共和国共産党が存在するが、この政党の実態は共産主義政党ではないという見方が多くある。イギリスの雑誌「エコノミスト」に至っては、モルドバ共和国共産党は「中道右派政党」との判定を下している。そんな状況に一石を投じるため、「真の共産党」を標榜してこの政党は旗揚げされた。
党首Igor Kucherは、「モルドバ共和国共産党は偽物の共産党であり、この国の一番裕福な人間（ウラジーミル・ヴォローニンの息子であるオレグ・ヴォローニンを指す）に尽くすブルジョア政党である」「彼ら（ヴォローニン政権）の8年間の施政の結果、貧乏人はもっと貧乏になり、金持ちはもっと金持ちになった」と述べている。